# Arese
Arese – miejscowość i gmina we Włoszech, w regionie Lombardia, w prowincji Mediolan. Miasto jest siedzibą producenta samochodów Alfa Romeo. Obecnie wszystkie fabryki są pozamykane, pozostawiono tylko biura i muzeum marki. W Arese znajduje się jedno z największych centrów handlowych we Włoszech (Il Centro) oraz rozległe tereny zielone - Parco delle Groane.
Według danych na rok 2019 gminę zamieszkiwało 19 686 osób, 3000,91 os./km², z czego 1.255 obcokrajowców (co stanowi 6,4% populacji Arese).
Od 25 maja 2020 nowy kod pocztowy Arese to 20044 (poprzedni 20020).

## Miasta partnerskie
- Mosonmagyaróvár, Węgry
- Campolieto, Włochy